# Magnus Fiennes
Magnus Hubert Twisleton-Wykeham-Fiennes, född 21 november 1965 i Suffolk, är en brittisk kompositör, skivproducent och låtskrivare. Han har bland annat varit kompositör på TV-serier som Hustle och Mord i paradiset. Han är son till fotografen Mark Fiennes och romanförfattaren Jennifer Lash, samt bror till bland andra Ralph, Joseph, Sophie och Martha Fiennes.
Magnus Fiennes har bland annat arbetat med artister som Shakira, Pulp, Tom Jones och Morcheeba. Han har också arbetat som producent, arrangörsprogrammerare och remixare för artister som Neneh Cherry, Marianne Faithfull, Gary Moore, Spice Girls, Bryan Ferry, Hal David, Seal, Yello, Eagle-Eye Cherry, David McAlmont, Ian McCulloch, Roland Gift, Lenny Kravitz, Nigel Kennedy, Daniel Lanois, Trilok Gurtu, Damien Hirst (under skepnaden av Fat Les Vindaloo), Dot Allison, Justin Hawkins, Jamelia och Geneva.